# Schuren van grachten

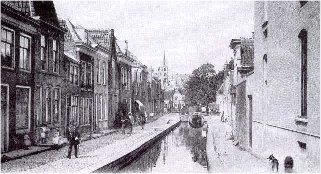
Gouds grachtje

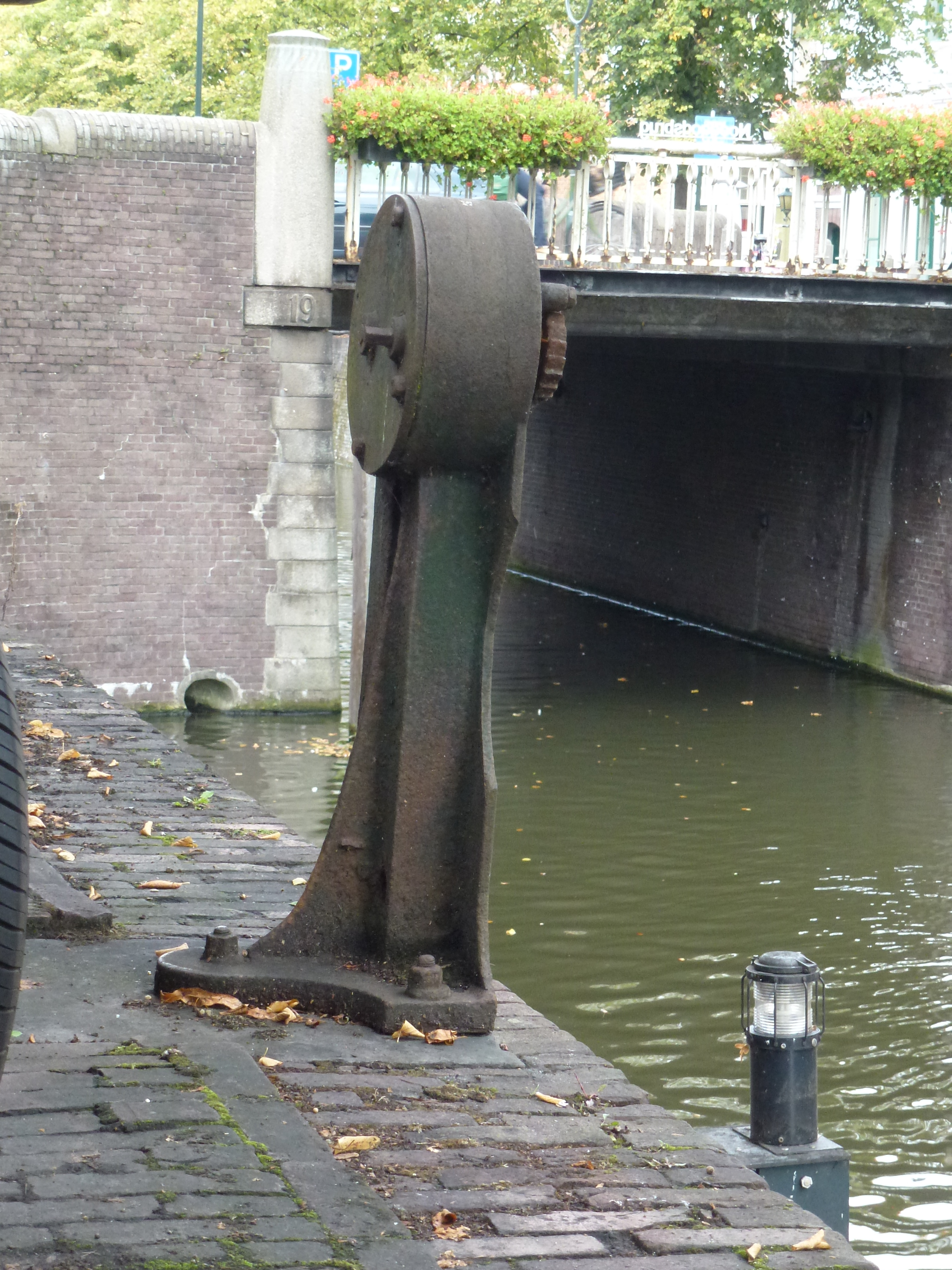
Bedieningsmechanisme van een rinket aan de Westhaven, nu een monument

Het schuren van grachten is het doorspoelen van grachten om vuil te verwijderen door gebruik te maken van achter een sluis opgebouwde waterdruk.

## Oorsprong
Grachten van een stad hadden in vroeger jaren, naast vele andere, de functie van open riool. Het opgehoopte vuil werd op geregelde tijden waar dat mogelijk was verwijderd met een golf opgestuwd stromend water. Daarvoor was een speciale procedure nodig, dit werd schuren genoemd.  

## Gouda
Om in Gouda het grachtenstelsel te kunnen schuren werd aan de kant van de Hollandse IJssel de Havensluis geopend. Vierhonderd meter verderop in de Havengracht werd de Donkere Sluis gesloten. Zo werd het waterpeil in de Haven opgevoerd. Voor dat doel waren er in deze schutsluis bij wijze van keersluis vier extra deuren aangebracht die, in gesloten toestand, een kruis vormden. Nadat de buitenste twee van deze sluisdeuren werden geopend drukte het water met zo'n grote kracht de binnenste deuren open dat een flinke vloedgolf ontstond die zich met kracht door de grachten bewoog. Op verschillende plaatsen waren op de route sluisdeuren geopend of juist gesloten. Het water volgde zo een bepaalde weg en nam al het vuil met zich mee naar de rivier de Gouwe, of via de geopende Mallegatsluis naar de Hollandse IJssel als de ebstand dat toeliet. 
Het doorspoelen van de Goudse grachten gebeurde voor het laatst in 1953 op deze wijze. Daarna was het door moderne waterhuishoudingssystemen overbodig geworden. De gemeente Gouda overwoog in 2011 het schuren uit cultuurhistorische overwegingen incidenteel weer te laten uitvoeren maar dat bleek nogal wat haken en ogen met zich mee te brengen.

### Riolering
In de kademuren in Gouda waren op sommige plaatsen kleine openingen, rinket genoemd, die het mogelijk maakten de riolering door te spoelen. Een rinket kon met een vast op de kade staand bedieningsmechanisme worden geopend of gesloten.